# بهدل حاسر
البهدل الحاسر هو نوع من طيور فصيلة ثرثار العالم القديم.